# استفان لنوی

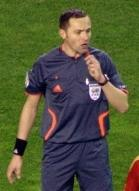
استفان لنوی

استفان لانوآ (به فرانسوی: Stéphane Lannoy) متولد ۱۸ سپتامبر ۱۹۶۹ داوری اهل فرانسه می‌باشد او در سال ۲۰۰۶ به جمع داوران بین‌المللی پیوست او تاکنون در رقابت‌های المپیک، جام باشگاه‌های اروپا، جام یوفا و جام جهانی حضور داشته‌است. او در جام جهانی ۲۰۱۰ بازی تیم‌های هلند با دانمارک را سوت زد.